# Grindcore
Grindcore is een extreme variant van metal en hardcore punk. Het is verwant aan deathmetal en crustcore en is ontstaan omstreeks 1985/1986. Grindcore komt voort uit een combinatie van thrashmetal en rauwe hardcore punk. Belangrijke elementen zijn de blastbeatdrums en gruntende of krijsende zang.

## Ontstaan
Het vindt zijn oorsprong in zuivere vorm met bands als Napalm Death (Groot-Brittannië), S.O.B.(Japan), Fear of God (Zwitserland) omstreeks 1986/1987. Voornaamste voorlopers van het genre waren Discharge, Siege en Repulsion.
In de beginperiode ontstond een onderscheid tussen grindcorebands met politieke teksten (Napalm Death) of met horror-/gruwelteksten (Carcass). De stijl van het Britse Napalm Death wordt ook de term grindcore toegeschreven.
In de jaren negentig ontstond een tweede generatie grindcorebands die de stijl strakker en zwaarder geproduceerd uitvoerden, zoals de bands Brutal Truth en Nasum. Ook vond er een zijwaartse parallelle evolutie plaats richting het genre powerviolence waarbij de hardcore-invloeden weer domineren en wordt teruggegrepen naar pioniers als Siege.
De oudste nog bestaande grindcorebands in 2016 zijn Napalm Death (1983-heden, GB) en Agathocles (1985-heden, België). In de hoek van de goregrind worden bands als Haemorrhage, Exhumed en Regurgitate tot de top gerekend.

## Nederland
Eind jaren tachtig ontstaat er ook in Nederland een grindcorescene met bands als Last days of Humanity en Fatal Error. Met het populair worden van The New Wave Of Dutch Death Metal door bands als Severe Torture, Houwitser, The Darkest Red en Mangled in 2000 ontstond er ook een sterke Nederlandse grindcore scene dat tot de wereldtop behoort.

## Ontwerp en imago
Vooral binnen het 'goregrind' subgenre staan bands zowel bekend om hun onverstaanbare gruwelteksten als ook omstreden hoesontwerpen waarbij vaak gebruikgemaakt wordt van echte foto's met daarop gruwelijke afbeeldingen van de werkelijkheid of horrorfictie (bijvoorbeeld de band Impetigo) zoals deze ook in de death metal scene veelal wordt gebezigd. Bandleden doen zich vaak voor als chirurg, slager, of psychopaat. Goede voorbeelden zijn The County Medical Examiners en Haemorrhage.
De meer politiek getinte grindcore bands zijn inmiddels in de minderheid en focussen hun image qua hoesontwerpen en tekstuele inhoud op alle denkbare vormen van onrecht en misbruik in de wereld. Veelal kapitalisme maar ook religieuze dogmatiek worden structureel aan de kaak gesteld. Tijdens live optredens tonen de politiek geëngageerde grindcore bands minder interesse in imagebuilding dan hun goregrind collega's. Voorbeelden hiervan zijn: Agathocles, Napalm death, Brutal Truth en Nasum

## Belangrijke vroege grindcorereleases en voorlopers
- Napalm Death - Scum
- Carcass - Reek of Putrefaction
- Sorethroat - Disgrace to the Corpse of Sid
- Fear of God (Zwitserland) - As Statues Fell
- Repulsion - Horrified
- Siege - Drop Dead (demo 1984)
- S.O.B. - Leave Me Alone
- Terrorizer - World Downfall
- Anal Cunt - 88 Song EP
- Agathocles/De Riekboois - Split EP 1988

## Subgenres en aanverwante genres
- Noisecore
- Politieke grindcore (Engels: Political grindcore)
- Goregrind
- Cybergrind
- Splattercore
- Crustcore
- Powerviolence
- Thrashcore

### Crustcore
Crustcore (afgekort tot crust, of ook wel crustpunk genoemd) is een muziekstijl dat tot de punk behoort alsook - in latere jaren en in mindere mate - tot de metal. Crustcore ontstond in dezelfde periode als de grindcore (medio jaren tachtig), maar onderscheidt zich daarvan door voornamelijk het ontbreken van blastbeat en een minder grote invloed van de metal. Het gemiddelde tempo ligt echter hoog.
Crustcore ontstond door een vermenging van hardcore- en anarcho-punk en de vroegste vormen van de thrashmetal, hoewel sommige vroege crustcorebands de kruisbestuiving met het metalgenre tegenspreken.
Crustcore is verwant aan D-beat, anarcho-punk, thrashcore, powerviolence en grindcore. Met name vanwege hun album Arise! wordt de Britse band Amebix beschouwd als eerste crustcoreband. Amebix speelt een wat tragere muziek; de rauwe sound en de snelheid van de muziek van Extreme Noise Terror en Doom zijn evenveel van invloed geweest op het genre. De band Hellbastard wordt genoemd als oorsprong van de term ‘crust’ vanwege hun demo ‘Ripper Crust’ uit 1986.

#### Bands
Belangrijke bands voor het ontstaan van het genre zijn:
- Amebix
- Celtic Frost
- Deviated Instinct
- Discharge
- Doom
- Extreme Noise Terror
- Lightning Bolt
- Melt-Banana
- Mob 47
- Napalm Death
- Sorethroat
- Terrorizer
- Wolfbrigade/Wolfpack

### Goregrind
Goregrind is een variant van grindcore. De songteksten zijn vaak gedetailleerde verslagen van gruweldaden, autopsies en seksuele uitspattingen. De nadruk ligt hierbij voornamelijk op (zwarte) humor. De zang is veelal onverstaanbaar en klinkt 'vuil'. De meeste zangers werken met stemvervormers.
Grondleggers zijn (vroege) Carcass en Repulsion. Met hun songteksten promootte Carcass hun vegetarische levensstijl.

#### Bands
- Autophagia
- Bowel Stew
- Carcass
- Cliteater
- Cock and Ball Torture

### Powerviolence
Powerviolence is een muzikaal subgenre, als scene ontstaan medio jaren negentig van de 20e eeuw. Het genre kent voorlopers in de jaren tachtig, die aanvankelijk als inspiratiebron dienden tot onder andere crustcore en grindcore. Het eerste gebruik van de term ‘powerviolence’ wordt toegeschreven aan de band Man is the Bastard in het nummer "Hispanic Small Man Power (H.S.M.P.)" (1991).
Eigenschappen van de stijl zijn de uiterst hoge tempo, vaak gecombineerd met zeer trage momenten. In tegenstelling tot grindcore en metalcore is in powerviolence de metalinvloed geminimaliseerd en vertoont daarom eerder verwantschap met crustcore en old school hardcore.
Voorlopers van het genre zijn onder andere bands als Siege, Lärm en The Neos. Het genre werd uiteindelijk vormgegeven door bands als Man is the Bastard, Crossed Out en No Comment. Een bekend platenlabel binnen de powerviolence is het Amerikaanse Slap-a-Ham Records.

#### Bands
Andere powerviolencebands zijn:
- D.R.I.
- Lightning Bolt
- Melt-Banana
- Siege

Portaal · Categorie